# A kutya különös esete az éjszakában
A kutya különös esete az éjszakában (eredeti cím: The Curious Incident of the Dog in the Night-Time) Mark Haddon detektívtörténete, amelyet 2003 májusában adtak ki először.
Főszereplője Christopher John Francis Boone, az autista fiú, aki a történetben a könyv írója is.
|  | Alább a cselekmény részletei következnek! |

## Cselekmény
Christopher John Francis Boone, a 15 éves autista fiú Swindon városában él édesapjával abban a hitben, hogy édesanyja meghalt – illetve, hogy idén leteheti az előrehozott matematika alapfokú érettségit. Egy éjjel az utcájukban egyedül élő Eileen Shears (Mrs. Shears) háza előtt megtalálja az asszony kutyája, Wellington tetemét, ezért ottmarad. Az asszony észreveszi és kihívja a fiúra a rendőrséget. Az egyik rendőr megérinti Christophert, amire ő hevesen reagál és megüti a rendőrt. A fiút beviszik a rendőrségre, ahol vallomást kell tennie, hogy nem ő ölte meg a kutyát. Apja, Ed Boone jön érte ide, akinek Christopher elárulja, hogy szeretné kinyomozni, hogy ki lehetett a gyilkos, amit azonban Ed erősen ellenez. A fiú könyvet kezd írni, amelyben folyamatosan leírja, milyen fejlemények vannak az ügyében. Először Mrs. Shearsnél kérdezősködik, majd az utcában is becsenget több helyre, hogy megkérdezze, ki mit tud. Így ismerkedik meg Mrs. Alexanderrel, akitől kezdetben tart, ám később tőle tudja meg, hogy anyja (Judy Boone) Mr. Shears-szel (Roger Shears) csalta apját. Apja rájön, hogy a fiú könyvet ír, erre elveszi tőle és eldugja. Christopher azonban keresni kezdi és Ed szobájában meg is találja néhány, az anyja által neki címzett, Londonból írt levéllel együtt. Hamarosan rájön, hogy apja hazudott neki: anyja valójában nem halt meg és Londonban él Mr. Shears-szel. Az apa megbánja, hogy hazudott, és mivel tiszta lapot akar kezdeni, elárulja a fiúnak, hogy ő ölte meg Wellingtont. Christopher félni kezd, úgy dönt, ezentúl anyjánál fog lakni. Házi patkányát, Tobyt először Mrs. Alexanderre bízná, ám miután az asszony fel akarja hívni Edet a fiú szökési kísérlete miatt, hazafut. Apja bankkártyáját felmarkolva Tobyval indul a vasútállomás felé. Christopher megvásárolja a jegyet és felszáll a vonatra, azonban egy rendőr le akarja szállítani, mondván, apja a rendőrségen keresi. Közben a vonat elindul és a rendőr a fiúval marad, hogy a következő megállónál szálljanak majd le. Christopher kimegy a vécére, majd a csomagok közé bújik, így lerázza a rendőrt és eljut Londonba. Metróval anyjához és Mr. Shearshez megy, az utóbbi azonban nem viselkedik vele túl barátságosan. Miután Ed utána megy Londonba, Christopher Judyval együtt visszautazik Swindonba. Édesanyja és Mr. Shears kapcsolata tönkremegy, ezért Judy új lakásba költözik Christopherrel. A fiúnak sikerül az érettségije, apjával pedig elindul a békülés útján, és akitől Toby halála után egy kutyát is kap, amit Sandynek nevez el.

### Fejezetenként
A történetben a fejezetek a prímszámokkal vannak jelölve 2-től 233-ig.
Azt gondolom, hogy a prímszámok olyanok, mint az élet. Nagyon logikusak, de sohasem lehet megfogalmazni szabályaikat, akkor sem, ha éjjel-nappal róluk gondolkozunk.
| Fejezet sorszáma | Esemény, információ, történés |
| ---------------- | --- |
| 2                | Christopher megtalálja Wellington, Mrs. Shears halott kutyájának tetemét. |
| 3                | Christopher bemutatkozik és elmondja, hogyan tanulja tanárával, Siobhannal az arckifejezések felismerését. |
| 5                | Mrs. Shears észreveszi Christophert az udvarán. |
| 7                | Christopher elárulja, hogy detektívregényt ír, beszél érdeklődési köreiről (matematika, fizika) és bemutatja Siobhant is. |
| 11               | Az asszony által kihívott rendőrség megérkezik udvarára, ahol Christopher is tartózkodik a kutyával. Az egyik rendőr megpróbál a fiúval beszélgetni, ám miután az nem válaszol, a rendőr hozzáér. Erre Christopher hevesen reagál és megüti a biztost, ezért az beviszi a rendőrségre. |
| 13               | Christopher elárulja, hogy nem tud vicceket mesélni, de egyet megmagyaráz, amelyet apja szokott emlegetni: Csak a képe meszelt, a háza már nem. |
| 17               | Christopher a rendőrautóban utazik, miközben az éjszakai égboltról elmélkedik. |
| 19               | Megtudjuk, miért prímszámokkal vannak jelölve a fejezetek és hogyan találhatjuk meg a prímszámokat. |
| 23               | Az örsön Christopher kipakolja zsebeit és egy cellába vezetik. Azon gondolkozik, hogyan szökhetne meg. |
| 29               | Megtudjuk, hogy Christopher zavarónak találja az embereket és azt, hogy metaforákat használnak. |
| 31               | Ed Boone, Christopher apja megérkezik a rendőrségre. Ezután Christophert kihallgatják, majd elengedik és visszakapja tárgyait. |
| 37               | Christopher a hazugságról beszél és elmondása szerint nem tud hazudni. |
| 41               | A fiú elnézést kér édesapjától, amiért be kellett mennie érte a rendőrségre. Bár elárulja azon tervét, hogy ki akarja nyomozni, ki ölte meg a kutyát, az apa ezt erősen ellenzi. |
| 43               | Christopher anyja haláláról és annak következményeiről beszél. |
| 47               | A fiú arról beszél, hogyan határozza meg napjait, hogy reggel hány piros és hány sárga autót lát, illetve megtudjuk, hogy űrhajós szeretne lenni. |
| 53               | Christopher további részleteket árul el anyja haláláról. Megtudjuk, hogy közvetlenül a tragikus esemény után Mrs. Shears volt náluk vendégségben, vacsorát főzött és játszott a fiúval. |
| 59               | Christopher a szabályok megszegéséről beszél. Átmegy Mrs. Shearshez és elmondja neki, hogy megpróbálja kinyomozni, ki ölte meg Wellingtont, illetve megkérdezi tőle, hogy tudja-e, ki lehetett a gyilkos. Az asszony hazaküldi a fiút, de az tovább kutakodik és hátramegy a fészerhez az után a villa után kutatni, amellyel a kutya életét kioltották. Részleteket azonban nem tud kinyomozni, mert Mrs. Shears észreveszi, hogy valaki a fészernél van, kimegy a házból és újra elküldi Christophert. |
| 61               | A fiú a mennyországról, a halálról és a temetésről beszél. |
| 67               | Szombat van és – mondván, ezen a napon nem sok mindent lehet csinálni – Christopher körbejár az utcában: mindenkitől megkérdezi, hogy tudják-e, ki ölte meg a kutyát. Megismerkedik Mrs. Alexanderrel is, aki süteményt akar a fiúnak kihozni, ám ő azt gondolja, hogy az asszony rendőrséget tárcsázza, és elsétál. Logikusan próbál gondolkodni és arra jut, hogy Mr. Shears lehet a tettes. |
| 71               | Christopher elmeséli, hogy le akarja tenni az előrehozott matematika érettségit. |
| 73               | A fiú saját viselkedési problémáiról beszél. |
| 79               | Amikor Christopher hazaér, apja már otthon van. A fiú elmondja Ednek, hogy végzi a nyomozást és Mr. Shears a fő gyanúsítottja. Az apa közli fiával, hogy Mr. Shears gonosz ember, Mrs. Shears már nem a család barátja és megígérteti vele, hogy abbahagyja a nyomozást. |
| 83               | Christopher az álmáról beszél: űrhajós szeretne lenni. |
| 89               | A fiú Siobhannal a befejezetlen könyvéről beszélget. Ezután Christophernek 2 fekete napja is van (amelyeket a reggel látott sárga autók határoznak meg). |
| 97               | A fiúnak szuper jó napja van és találkozik Mrs. Alexanderrel, aki elárulja neki, hogy anyja Mr. Shears-szel csalta az apját. |
| 101              | Christopher vázolja a A Monthy Hall-problémát. |
| 103              | Megismerjük Rhodrit, Ed alkalmazottját, akivel fűtőberendezéseket javítanak. Rhodri beszélget a fiúval. A szóváltás után Christopher Siobhan tanácsára leírást készít a könyvébe (a kertről), de nem talál benne semmi izgalmasat, végül a felhőről és az idegen űrhajókról kezd beszélni. |
| 107              | A fiú a Sherlock Holmes-történetekről, különösképp A sátán kutyájáról mesél. |
| 109              | Christopher Siobhannal beszélget arról, hogy a fiú megtudta, édesanyja (Judy Boone) csalta édesapját. |
| 113              | Christopher memóriájáról beszél. |
| 127              | A fiú apja megtalálja Christopher könyvét és veszekednek. |
| 131              | Christopher elmagyarázza, miért nem szereti a sárga és a barna színeket. |
| 137              | Ismét szombat van és apja elviszi a fiút az állatkertbe, hogy kibéküljenek. |
| 139              | Christopher a természetfelettiről és A cottingleyi tündérek esetéről beszél. |
| 149              | Amikor a fiú hétfőn hazaér az iskolából, keresi a könyvét, amit apja elvett tőle. Az utolsó helyiség, amelyet áttekint, apja szobája, mivel oda félve mer csak bemenni. Végül megtalálja könyvét egy dobozban, amelyben a könyvön kívül neki címzett levelek vannak. Egyet elhoz belőlük és elolvassa. A levelet anyja írta neki Londonból. |
| 151              | Christopher a rejtélyekről beszél és az iskolai medence békáinak számát szemlélteti nekünk hipotetikus grafikonokon. |
| 157              | 6 nappal később a fiú visszamegy apja szobájába és elolvas még négy levelet a 43-ból. Mindegyiket édesanyja írta Londonból. Rájön, hogy apja hazudott neki, amikor azt mondta, hogy Judy meghalt. |
| 163              | Christopher az emberi elméről beszél. |
| 167              | Apja elmondja a fiúnak, hogy ő ölte meg Wellingtont, mert mérges volt Mrs. Shearsre, aki Mr. Shears és édesanya elutazása után nem olyan érzéseket táplált iránta, mint a férfi az asszony iránt. Miután Ed lefeküdt, Christopher Tobyval, a patkányával a kertben éjszakázik, mert fél apjától. |
| 173              | Christopher a csillagképekről beszél, mivel a kerti fészertől látja az Orion csillagképet. |
| 179              | A fiú reggel megvárja, míg apja észreveszi, hogy nincs a házban és elmegy keresni. Ezután Christopher átgondolja, hova mehetne itthonról és arra jut, felkeresi anyját Londonban. Becsenget Mrs. Alexanderhez, hogy megkérje, vigyázzon a patkányára, ám amikor az asszony habozik és hívni akarja Edet, a fiú hazafut. Ellopja apja bankkártyáját, amelynek tudja a kódját és a vasútállomás felé veszi az irányt. Először az iskolához akar menni, ám látja, hogy apja kocsija ott áll, ezért megkérdez egy nőt, merre találja a vasútállomást, majd odasétál. |
| 181              | Christopher elmagyarázza, hogy nem szereti az új helyeket, mert mindent pontosan megfigyel. |
| 191              | A fiú leül a vasútállomáson és a Conway katonái elnevezésű matematika feladványon gondolkozik, de nem veszi észre, hogy két és fél óra telik el. Christopher furcsa lesz a vasútállomás dolgozóinak, ezért egy rendőr megy oda hozzá kérdezősködni. Végül a fiú pénzt vesz le az apja bankkártyájáról, majd megveszi jegyét Londonba és felszáll a vonatra. |
| 193              | Christopher a menetrendekről, a tér és az idő összefüggéséről magyaráz. |
| 197              | Amikor a fiú már a vonaton van, hirtelen a rendőr száll fel és közli Christophererel, hogy az apja a rendőrségen van, ezért le kellene szállnia. A vonat azonban elindul, a rendőr ezért azt tervezi, hogy a következő megállónál leszállnak. A fiúnak ki kell mennie vécére, de dolga végeztével nem megy vissza a rendőrhöz, hanem bemászik a csomagok közé egy polcra. |
| 199              | Christopher Istenről és az evolúcióról beszél. |
| 211              | A fiú megérkezik Londonba. Segítséget kér, hogyan juthat el anyja címére, és a metróba irányítják. Lejut a Bakerloo vonalig, ám mivel még sosem járt ilyen helyen, félni kezd. |
| 223              | Egy újabb leírásként Christopher leír egy reklámot a metróalagútban. |
| 227              | A fiú kinyitja a szemét és ránéz órájára. Rájön, hogy 5 órát töltött ülve a metróalagútban. Lassan megbarátkozik a környezettel és felszáll az egyik szerelvényre. Miután leszállt, vásárol egy térképet és megkeresi, hova is kell mennie. Christopher elér anyja házáig és megvárja, amíg anyja és Mr. Shears hazaérnek. A fiú megfürdik otthon és anyjával egy rendőrrel is beszélnek, aki Christopher szökése miatt kopogtatott. Éjjel Ed is megérkezik, ezért veszekedés tör ki a házban, de hamarosan elmegy. |
| 229              | A fiú kedvenc álmát meséli el, amelyet előző éjjel álmodott: egy vírus söpör végig a világon, amelyet a tekintetek és arckifejezések terjesztenek. |
| 233              | Christopher fél Mr. Shearstől, ezért éjszaka kimegy az utcára, de anyja megtalálja és visszaviszi. Anyja átteteti jövőre a fiú alapszintű matematika érettségijét, amiért Christopher nagyon rosszul érzi magát. Később Judy és Christopher visszamennek Swindonba, ahol Ed házában laknak, amíg ő Rhodrinál húzza meg magát, és a fiú mégis le tudja tenni a matematika érettségit. Ed hamarosan meg is látogatja őket, hogy megkérdezze Christophertől, hogy sikerült az érettségije. Mr. Shears és Judy szakítanak, a fiú és anyja pedig új lakásba költöznek. Toby, a patkány meghal. Apja megpróbál kibékülni Christopherrel és elindulnak egy hosszabbnak ígérkező békülési úton. A fiú apjától kap egy arany retrievert, akit Sandynek nevez el, a matematika érettségije pedig sikeres lesz. |

|  | Itt a vége a cselekmény részletezésének! |

## Szereplők
- Christopher John Francis Boone: Autista fiú, aki édesapjával él Swindonban.

A nevem Christopher John Francis Boone. Tudom, hogy hívják a föld országait és a fővárosukat, tudom a prímszámokat 7507-ig.
- Ed Boone: Christopher édesapja, aki egyedül neveli a fiút.
- Judy Boone: Christopher édesanyja, aki Londonban él.
- Siobhan: Christopher tanára, akinek a véleménye sokat számít a fiúnak.
- Roger Shears (Mr. Shears): Christopher édesanyjával Londonban él, korábban Mrs. Shears férje volt.
- Eileen Shears (Mrs. Shears): Christopherék utcájában él. Judy és Roger távozása után jóbarátja Christopheréknek, ám később ez a kapcsolat megromlik.
- Mrs. Alexander: Christopherék utcájában lakik, a fiú a nyomozása során ismerkedik meg vele.
- Rhodri: Ed munkása, akivel fűtőberendezéseket javítanak.
- Toby: Christopher háziállata, egy házi patkány.
- Wellington: A meggyilkolt kutya, Mrs. Shears állata volt.

## Magyarul
- A kutya különös esete az éjszakában; ford. Sóvágó Katalin; Európa, Bp., 2004
- A kutya különös esete az éjszakában; ford. Révbíró Tamás; Reader's Digest, Bp., 2004 (Reader's Digest válogatott könyvek)